# Lleó (prefecte)
Lleó (en llatí Leo o Leon , en grec antic Λεών) era un prefecte del pretori a l'Imperi Romà d'Orient sota l'emperador Anastasi I Dicor.
Probablement va ser l'autor de l'Edictum que menciona Teodor Anagnostes. Cal no confondre aquest Lleó amb el personatge del mateix nom que era prefecte del pretori d'Itàlia i a qui Justinià I va dirigir unes Novellae en llatí l'any 563.